# Paleis Sławików
Paleis Sławików (Duits: Schloß Slawikau) is een paleis en park gelegen in Sławików in de Poolse provincie Silezië , thans een ruïne.

## Geschiedenis
Het paleis werd gebouwd door Frederick Gregor von Lautensac in de achttiende eeuw, vervolgens behoorde het tot de familie Eichendorff (1795-1831). In de jaren 1856-1865 werd het paleis verbouwd door Ernest von Eikstedt in een negentiende-eeuwse eclectische stijl met neoklassieke accenten. Het paleis behoorde tot de familie von Eikstedt tot 1945 en werd aan het eind van de Tweede Wereldoorlog gedeeltelijk verwoest door gevechten tussen de Duitse Wehrmacht en Sovjettroepen. Na de Tweede Wereldoorlog werd het gebied onder Pools bestuur geplaatst en het paleis werd geconfisqueerd door de Volksrepubliek Polen, het kwam leeg te staan en langzaam te vervallen.
Het paleis is omgeven door een park met een oppervlakte van 6 hectare, beplant met loofbomen en waar tevens de ruïnes te vinden zijn van een oude graanschuur, de grafkapel van de familie von Eikstedt en de oranjerie.
In de jaren 1990 werd het paleis verkocht aan een particuliere belegger, echter in 2005 schonk deze belegger het paleis aan de gemeente Rudnik, omdat de kosten voor het behoud van het monument te hoog waren.

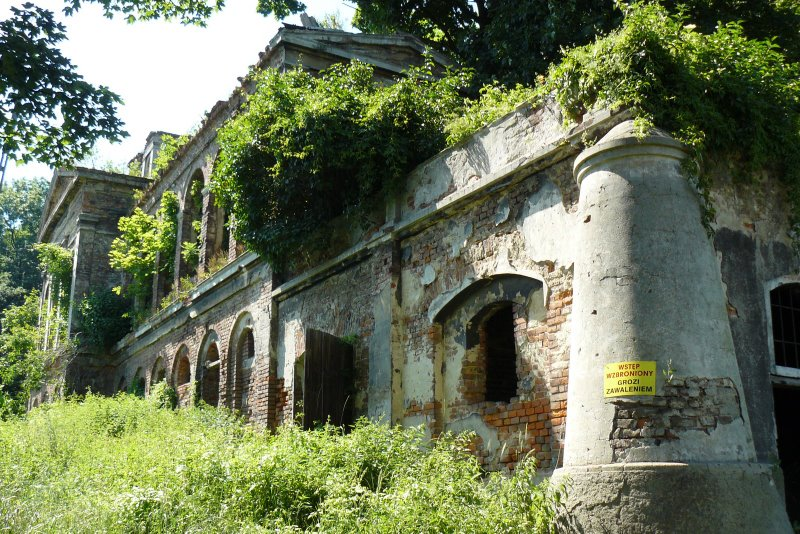
Paleis Sławików